# Klasyfikacja fregat żaglowych
Klasyfikacja fregat żaglowych – system klasyfikacji fregat żaglowych wedle liczby dział stosowany w XIX wieku przez niektóre państwa zachodnie. Oficjalnie przyjęty przez United States Navy.

## Klasyfikacja
| typ       | maksymalna liczba dział | minimalna liczba dział | pokłady działowe (w tym główny pokład) |
| --------- | ----------------------- | ---------------------- | -------------------------------------- |
| I klasa   | 50                      | 42                     | 2                                      |
| II klasa  | 36                      | 28                     | 1 lub 2                                |
| III klasa | 24                      | 20                     | 1                                      |

## Zastosowanie
United States Navy zaczęła powszechnie stosować powyższy system klasyfikacji od 1825 roku. Królewski Instytut Architektów Morskich, międzynarodowa organizacja budowniczych okrętów, od 1860 roku również stosował ten system.
Nowy system, opierający się na wadze pocisków wystrzelonych z całej burty, został zaadaptowany podczas wojny secesyjnej. Do 1875 roku został zastąpiony systemem klasyfikacji okrętów wojennych wedle tonażu.